# شبكة رصد الإخبارية
شبكة رصد هي شبكة إخبارية مصرية تأسست في نهاية عام 2010 لتغطية الانتخابات البرلمانية المصرية والتي ساهمت بشكل كبير في فضح التزوير بها، وقد دعت الشبكة لثورة 25 يناير في 2011، ومنذ انطلاق الثورة المصرية من بدايتها في الخامس والعشرين من يناير ثم انقلاب يوليو استطاعت شبكة رصد كسر التعتيم الإعلامي التقليدي والرسمي عبر التقنيات الحديثة و شبكات التواصل الإجتماعي. وتقوم الشبكة من خلال مجموعة من المتطوعين بنقل الخبر بالنص والصورة، وإطلاع الجمهور على ما يجري في الميادين المصرية منذ انطلاق الثورة وحتى الآن.

## إنشاء شبكة رصد
تم إنشاء شبكة رصد بفضل مجموعة من الشباب وقد رأى هؤلاء الشباب أن يتحركوا وينشئوا إعلاما مغايرا لإعلام النظام المصري الذي كان ينشر الأكاذيب ويسعى إلى تضليل الرأي العام وتحسين صورة مبارك ونظامه. وقد سميت تلك الشبكة باسم وحدة الرصد الميداني، برلمانيات 2010. وهي تعتمد على إصدار الأخبار السريعة والعاجلة موثقة بالصور والفيديو الذي يعتبر دليلا على مصداقية الخبر.
وظل أسم مؤسس الشبكة مجهولا الى أن أعلنت صحيفة المصري اليوم بمقالة لها بعام ٢٠١٣ أن المؤسس هو شاب يبلغ من العمر ٢٢ عام وقتها أسمه أنس محمد فوزي والشهير بأنس حسن  

## شبكة رصد والثورات
عند قيام الثورة التونسية في 18 ديسمبر 2010 كانت شبكة رصد (برلمانيات 2010) من أولى الصفحات التي قامت بتغطية أحداث الثورة وقامت بتوصيل وقائع تلك الثورة إلى المجتمع المصري وعندما قامت الثورة المصرية غيّر الشباب اسم الشبكة إلى شبكة رصد الإخبارية لتناسب الأحداث التي غيرت وجه مصر وذلك بنفس نظام الصفحة السابقة التي تعتمد على المواطن الصحفي وبالاشتراك مع مشرف صفحة كلنا خالد سعيد تم الإعلان عن الصفحة الجديدة لكي تكون أوسع انتشاراً.

## شبكة رصد والرأي العام
وقد رحّب معظم الناس بها وانضم في اليوم الأول 176315 عضوا لإنشائها، وفي اليوم الثاني وصلوا إلى 268694 شخصاً. وبعد أن قامت السلطات المصرية بوقف شبكات التواصل الاجتماعي مثل فيسبوك وتويتر قبل أن توقف خدمة الإنترنت عن الجمهورية في يوم جمعة الغضب 28 يناير 2011، أثار ذلك المصريين وخرجوا إلى الشوارع احتجاجاً على وقف عمل الشبكة[بحاجة لمصدر].
ولكن هذا لم يمنع عمل الشبكة فعين رصد في وسط القاهرة كانت عبارة عن شخص واحد، استطاعت الشبكة من خلاله أن ترصد الحدث لحظة بلحظة، حيث كان لديه عدّة وسائل لإيصال الصور والفيديو من مكانه عبر خاصية التصوير المباشر (Bambuser) والتي استخدمت لمدة يوم واحد هو يوم 25 يناير فقط قبل أن يحجب عن مصر، واستخدم أيضاً خاصية رفع الصور مباشرة عبر جهازه الخليوي، وأخيرًا وصل لمكان ثابت (نقابة الصحفيين) في بث عبر جهاز الحاسوب الصغير الذي يملكه ويرفع الفيديو على الإنترنت.
في تلك الفترة لم يتوقف الشباب عن النشر والتدوين عن طريق الاعتماد على بعض المؤسسين من خارج الجمهورية فترة التي إظلام الإنترنت.
ظل الوضع على هذا الحال حتى ساعات متأخرة من الليل إلى أن عادت شبكات المحمول للعمل صبيحة السبت بدون الإنترنت، واستطاعت رصد اختراق انقطاع الإنترنت وإرسال الأخبار لفريق العمل الذي يعمل خارج مصر عبر موقع Ping.fm وموقع تويتر. حيث وفرا هذين الموقعين لمستخدميهم خدمة إرسال الأخبار عبر أرقام خصصوها لتليفونات المستخدمين، ومن إرسال الخبر من المحمول ينشر على المواقع الاجتماعية التي نستخدمها مثل فيس بوك وتويتر وجوجل باز.
وفي نفس يوم عودة شبكة الإنترنت للعمل تم اختراق شبكة رصد على شبكة التواصل الاجتماعي فيس بوك، حيث قام جهاز أمن الدولة المصري بالسيطرة على الصفحة، فتم إنشاء صفحه جديدة باسم شبكة رصد 2 للتفريق بينها وبين الصفحة الأصلية.

## شبكة رصد والمواجهات
كان شعار الشبكة طوال فترة الثورة "راقب.. صور.. دون"، وبالفعل كان للشبكة الدور الأكبر في نشر أخبار الثورة لجميع أنحاء الجمهورية، وفي كثير من الأحيان اعتمدت الكثير من وكالات الأنباء على الأخبار التي تنشرها رصد.
لم تخل فترة الثورة من التضييق من قبل جهاز أمن الدولة والمخابرات العسكرية، حيث تم تتبع أفراد الشبكة وقاموا بفصل الكهرباء والإنترنت عنهم مرات عدة مما دفع القائمين على الشبكة لتغيير أمكان تواجدهم وتجمعهم والعمل على تمويه أجهزة المخابرات عن طريق إرسال الهواتف النقالة إلى أماكن غير متواجدين فيها. وقد تم اعتقال بعض الأفراد من المؤسسين وأصيب اثنان منهم بأعيرة نارية بالإضافة لتهديدهم بالقتل من قبل المخابرات السورية بعد أن قامت الشبكة بنشر أخبار الثورات العربية وإرسال مراسلين إلى بعض الدول مثل ليبيا.
وقد ساهمت شبكة رصد الإخبارية في إمداد جهات التحقيق الممثلة في النيابة العامة ومكتب النائب العام بمعلومات (صور وفيديو) لازمة لإدانة أفراد من النظام.

## وصلات خارجية
- صفحة شبكة رصد الإخبارية على فيس⁬بوك.